# Општина Чочиле (Браила)
Чочиле (рум. Ciocile) општина је у Румунији у округу Браила.
Oпштина се налази на надморској висини од 49 m.